# Rio Pau-Brasil
O Rio Pau-Brasil é um curso d'água brasileiro que banha o litoral do estado da Paraíba. É um dos afluentes da margem direita do rio Gramame.